# Josh Earl
Joshua John Francis Earl, né le 24 octobre 1998 à Southport, est un footballeur anglais évoluant au Barnsley FC au poste de défenseur.

## Biographie
Le 19 août 2017, il fait ses débuts professionnels en faveur de Preston North End, lors d'un match contre Reading (victoire 1-0 à domicile).
Le 3 août 2019, il est prêté aux Bolton Wanderers.
Le 13 janvier 2020, il est prêté à Ipswich Town.
Le 1er février 2021, il est prêté à Burton Albion .
Le 27 juin 2022, il rejoint Fleetwood Town.
Le 1er février 2024, il rejoint Barnsley.

## Palmarès
- Northern Premier League Division One North :
  - Champion : 2017.